# 单靖公
单靖公（？—？），春秋时期单国国君。鲁襄公十年（前563年），王室内王叔陈生与伯舆争政。周灵王偏袒伯舆，王叔陈生怒而出奔晋国。单靖公代替王叔陈生为卿士，以相王室。鲁襄公十五年（前558年），官师跟随单靖公到齐国迎接王后。
| 前任： 单顷公 | 单国国君 — | 繼任： 单献公 |